# Philothamnus thomensis
Philothamnus thomensis là một loài rắn trong họ Rắn nước. Loài này được Bocage mô tả khoa học đầu tiên năm 1882.